# Дворцовая башня
Дворцовая башня — четырёхугольная глухая (непроезжая) башня Новгородского детинца. Башня в плане представляет собой «квадрат» 10,2 × 11,2 м. Высота башни с зубцами — 20 м, а толщина стен на уровне второго яруса — 2 м. Венчает башню девятиметровый шатёр. Первоначально башня имела шесть ярусов, свод нижнего яруса был разобран предположительно в конце XVI века. В башне 37 бойничих и окопных проёмов. В нижней части башни есть два проёма: дверной — со стороны детинца и воротный со стороны Волхова. На фасаде, обращённом к истоку Волхова, имеются декоративные элементы: три круглые розетки, кирпичная узкая полоска бегунца и полувалик; на нескольких бойницах сохранились внутренние росписи. С внутренней стороны Кремля к башне примыкала каменная пристройка 1400 года, которая реконструирована на основе археологических раскопок.

## Расположение
Дворцовая башня расположена в южной части Кремля на берегу реки Волхов. Отличается от остальных башен стройным силуэтом.

## История
Упоминается в разное время по-разному: в 1626 году «от Бориса и Глеба» по отношению к не сохранившимся — Борисоглебской башни и церкви Бориса и Глеба близ неё, «на житном дворе» — в 1667 и 1675 гг., «у хлебного двора» в 1701 году, «против магазейного двора» в 1745 году.
Современное название башни было введено П. Л. Гусевым в 1913 году, по мнению современных исследователей это название исторически не оправданно, так как Дворцовая площадь была напротив Спасских ворот, то есть в другом месте (см. Спасская башня).
Башня была выстроена в конце 1484—1499 гг. при работах по обновлению детинца. По результатам проведённых археологических раскопок под руководством M. X. Алешковского в 1956 году было выявлено, что башня построена на более ранних фундаментах начала XV века, в летописи под 1400 годом также есть упоминание о проводимых строительных работах по строительству каменных сооружений в сторону от церкви Бориса и Глеба. В конце XVI века башню перестраивали (видимо тогда в башне стало на ярус меньше), во второй половине XVII века башню побелили и отремонтировали. В XIX веке в башне размещались архивы Судебной палаты и казначейства. В 1966—1967 годах по проекту А. В. Воробьёва башня была восстановлена в формах XV века, а со стороны детинца у башни восстановили пристройку, по которой в древности поднимались на второй этаж башни.
Башня изображена на 5 рублёвой российской банкноте.

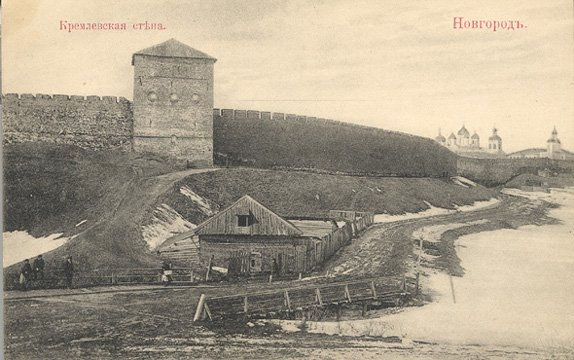
Дворцовая башня (1913 г.)
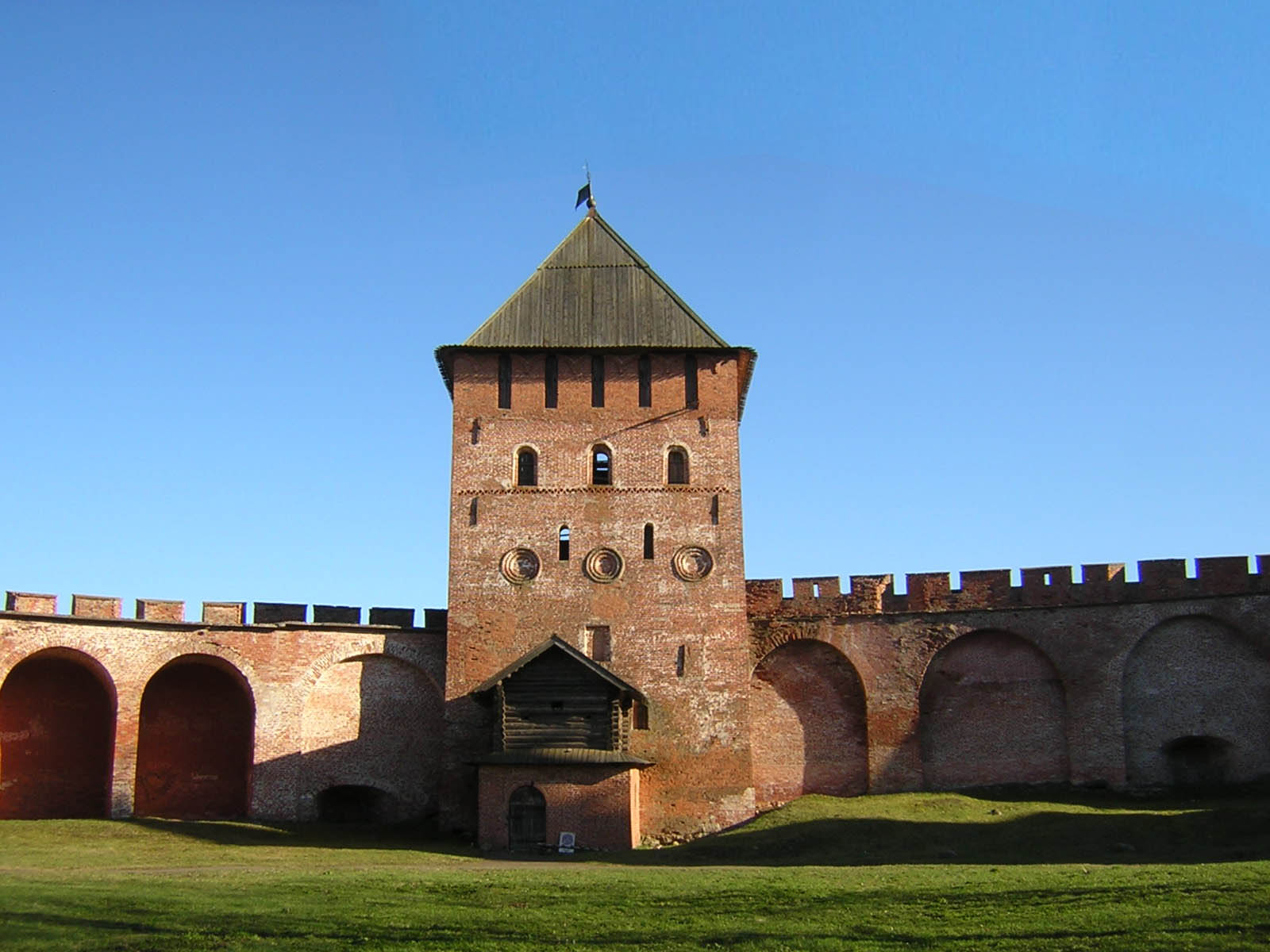
Вид на Дворцовую башню изнутри Детинца

## Культурное наследие
30 августа 1960 года постановлением Совета Министров РСФСР № 1327 «О дальнейшем улучшении дела охраны памятников в РСФСР» ансамбль Новгородского кремля принят под охрану, как памятник государственного значения.
В 1992 году Решением юбилейного заседания Комитета Всемирного наследия ЮНЕСКО архитектурный ансамбль Новгородского кремля включён в Список Всемирного наследия.